# BRD4
BRD4（bromodomain containing 4）は、ヒトではBRD4遺伝子にコードされるタンパク質である。
BRD4はBET（bromodomain and extraterminal domain）ファミリーの一員であり、このファミリーには他にBRD2、BRD3、BRDTが含まれる。BRD4はBETファミリーの他のメンバーと同様に、アセチル化されたリジン残基を認識する2つのブロモドメインを持つ。BRD4には伸びたC末端ドメインも存在し、この領域に関してはBETファミリーの他のメンバーとの配列相同性はほとんど見られない。

## 構造
BRD4はBD1、BD2と呼ばれる2つのブロモドメインが存在し、これらは2つのループで連結された4本のαヘリックスから構成される。ET（extraterminal）ドメイン構造は3本のαヘリックスと1つのループから構成される。BRD4のC末端ドメインは転写伸長因子P-TEFbやRNAポリメラーゼIIとの相互作用を介して遺伝子の転写を促進する。

## 機能
BRD4タンパク質は、有糸分裂時に染色体に結合しているマウスMCAPタンパク質や、ヒトのセリン/スレオニンキナーゼBRD2（RING3）と相同である。これらのタンパク質には、クロマチンへの標的化に関与していると考えられる保存性配列モチーフである、2つのブロモドメインが含まれている。BRD4遺伝子はNUT正中線癌を特徴づける、t(15;19)(q13;p13.1)転座の19番染色体上の標的となっていることが示唆されている。この遺伝子には2つの選択的スプライシングバリアントが記載されている。

## がんにおける役割
NUT正中線癌の症例の大部分は、BRD4遺伝子のNUT遺伝子への転座が関係している。BRD4は、Mycのほか、多発性骨髄腫、急性骨髄性白血病、急性リンパ性白血病など血液のがんにおける腫瘍のドライバー遺伝子の発現に必要とされることが多い。
BRD4はBET阻害剤の主要な標的であり、現在臨床試験による評価が行われている。

## 相互作用
特筆すべきものとしては、BRD4はPID（P-TEFb interaction domain）を介したP-TEFbとの相互作用が挙げられし、P-TEFbのキナーゼ活性を刺激して、RNAポリメラーゼIIのCTDのリン酸化を刺激する。
BRD4はGATA1、JMJD6、RFC1、RFC2、RFC3、RFC4、RFC5と相互作用することが示されている。
BRD4はジアセチル化されたTwistタンパク質への結合への関与も示唆されており、この相互作用を破壊することでbasal-like乳癌の形成が抑制されることが示されている。
BRD4はMS417など多くの阻害剤と相互作用することが示されており、MS417によるBRD4の阻害はHIV関連腎症でみられるNF-κB活性をダウンレギュレーションすることが示されている。BRD4はアパベタロン（RVX-208）とも相互作用し、アテローム性動脈硬化や心血管疾患の治療への利用に対する評価が進行している。

## 関連文献
- “BRD4 bromodomain gene rearrangement in aggressive carcinoma with translocation t(15;19)”. The American Journal of Pathology 159 (6):  1987–92. (Dec 2001). doi:10.1016/S0002-9440(10)63049-0. PMC 1850578. PMID 11733348.
- “A Mammalian bromodomain protein, brd4, interacts with replication factor C and inhibits progression to S phase”. Molecular and Cellular Biology 22 (18):  6509–20. (Sep 2002). doi:10.1128/MCB.22.18.6509-6520.2002. PMC 135621. PMID 12192049.
- “BRD4-NUT fusion oncogene: a novel mechanism in aggressive carcinoma”. Cancer Research 63 (2):  304–7. (Jan 2003). PMID 12543779.
- “Interaction of the bovine papillomavirus E2 protein with Brd4 tethers the viral DNA to host mitotic chromosomes”. Cell 117 (3):  349–60. (Apr 2004). doi:10.1016/S0092-8674(04)00402-7. PMID 15109495.
- “Functional proteomics mapping of a human signaling pathway”. Genome Research 14 (7):  1324–32. (Jul 2004). doi:10.1101/gr.2334104. PMC 442148. PMID 15231748.
- “Large-scale characterization of HeLa cell nuclear phosphoproteins”. Proceedings of the National Academy of Sciences of the United States of America 101 (33):  12130–5. (Aug 2004). Bibcode: 2004PNAS..10112130B. doi:10.1073/pnas.0404720101. PMC 514446. PMID 15302935.
- “Bromodomain protein Brd4 binds to GTPase-activating SPA-1, modulating its activity and subcellular localization”. Molecular and Cellular Biology 24 (20):  9059–69. (Oct 2004). doi:10.1128/MCB.24.20.9059-9069.2004. PMC 517877. PMID 15456879.
- “The mitotic chromosome binding activity of the papillomavirus E2 protein correlates with interaction with the cellular chromosomal protein, Brd4”. Journal of Virology 79 (8):  4806–18. (Apr 2005). doi:10.1128/JVI.79.8.4806-4818.2005. PMC 1069523. PMID 15795266.
- “Cloned fusion product from a rare t(15;19)(q13.2;p13.1) inhibit S phase in vitro”. Journal of Medical Genetics 42 (7):  558–64. (Jul 2005). doi:10.1136/jmg.2004.029686. PMC 1736105. PMID 15994877.
- “Bromodomain protein 4 mediates the papillomavirus E2 transcriptional activation function”. Journal of Virology 80 (9):  4276–85. (May 2006). doi:10.1128/JVI.80.9.4276-4285.2006. PMC 1472042. PMID 16611886.
- “Brd4 links chromatin targeting to HPV transcriptional silencing”. Genes & Development 20 (17):  2383–96. (Sep 2006). doi:10.1101/gad.1448206. PMC 1560413. PMID 16921027.
- “Kaposi's sarcoma-associated herpesvirus latency-associated nuclear antigen interacts with bromodomain protein Brd4 on host mitotic chromosomes”. Journal of Virology 80 (18):  8909–19. (Sep 2006). doi:10.1128/JVI.00502-06. PMC 1563901. PMID 16940503.
- “Amino acid substitutions that specifically impair the transcriptional activity of papillomavirus E2 affect binding to the long isoform of Brd4”. Virology 358 (1):  10–7. (Feb 2007). doi:10.1016/j.virol.2006.08.035. PMID 17023018.
- “Global, in vivo, and site-specific phosphorylation dynamics in signaling networks”. Cell 127 (3):  635–48. (Nov 2006). doi:10.1016/j.cell.2006.09.026. PMID 17081983.
- “Structure of the papillomavirus DNA-tethering complex E2:Brd4 and a peptide that ablates HPV chromosomal association”. Molecular Cell 24 (6):  877–89. (Dec 2006). doi:10.1016/j.molcel.2006.11.002. PMID 17189190.
- “Brd4-independent transcriptional repression function of the papillomavirus e2 proteins”. Journal of Virology 81 (18):  9612–22. (Sep 2007). doi:10.1128/JVI.00447-07. PMC 2045424. PMID 17626100.
- “Conserved P-TEFb-interacting domain of BRD4 inhibits HIV transcription”. Proceedings of the National Academy of Sciences of the United States of America 104 (34):  13690–5. (Aug 2007). Bibcode: 2007PNAS..10413690B. doi:10.1073/pnas.0705053104. PMC 1959443. PMID 17690245.